# ديفيد أوغيلفي
ديفيد أوغيلفي (3 يونيو 1951 - ) (بالإنجليزية: David Ogilvie)‏ هو لاعب كريكت أسترالي. شارك مع منتخب أستراليا الوطني للكريكت.

## وصلات خارجية
- ديفيد أوغيلفي على موقع إي آس بي آن كريك إنفو (الإنجليزية)